# TOP500

A szuperszámítógépek teljesítményének exponenciális növekedése, a top500.org adatai alapján. Az y-tengely mutatja a teljesítményt GFLOPS-ban. A vörös vonal jelzi a világ adott időpontban leggyorsabb szuperszámítógépét. A sárga vonal a TOP500 listán az 500. szuperszámítógép teljesítményét jelzi. A sötétkék vonal a TOP500 listán szereplő szuperszámítógépek összesített teljesítményét jelzi.

A TOP500 projekt osztályozza és részletesen elemzi a világon fellelhető 500 legnagyobb teljesítményű, nem-elosztott számítógépes rendszert. A tervezet 1993-ban indult. Évente kétszer közzéteszi a szuperszámítógépek aktualizált listáját. A frissítések közül az első mindig egybeesik a júniusi Nemzetközi Szuperszámítógépes Konferenciával (International Supercomputing Conference), a második novemberben esedékes, az ACM/IEEE Szuperszámítógépes Konferencia (ACM/IEEE Supercomputing Conference) idején. A projekt célja, hogy megbízható analízist nyújtson a nagyteljesítményű számítástechnika trendjeinek kimutatásához, megfigyeléséhez és nyomon követéséhez; a rangsorolás alapját a HPL benchmark képezi, ami a Nagyteljesítményű (High-Performance) LINPACK benchmark / teljesítményteszt egy Fortran nyelven írt hordozható megvalósítása az elosztott memóriájú számítógépekhez.
A TOP500 lista összeállítói: Hans Meuer (a Mannheimi Egyetemen, Németország), Jack Dongarra (a Tennessee Egyetemen, Knoxville, USA), valamint Erich Strohmaier és Horst Simon (a NERSC/Lawrence Berkeley National Laboratory kutatóintézményben).

## Története
Az 1990-es évek elején kiderült, hogy a szuperszámítógépek új definíciójára van szükség értelmes statisztikák készítéséhez. 1992-ben a processzorszámon alapuló mértékrendszer kialakítására irányuló kísérletek után a Mannheimi Egyetemen megszületett az ötlet, hogy az installált rendszerek részletes listáját vegyék alapul. 1993 elején a kutatók rávették Jack Dongarrát, hogy csatlakozzon a projekthez az általa fejlesztett LINPACK könyvtáron alapuló benchmark – LINPACK benchmark – használata érdekében. (A LINPACK maga egy Fortran nyelven írt lineáris algebrai programcsomag). Az első tesztverzió 1993 májusában készült el, ez részben az Interneten föllelhető adatokon alapult, amelyek többek között az alábbi forrásokból származtak:
- "List of the World's Most Powerful Computing Sites" Gunter Ahrendt gondozásában
- David Kahaner által összegyűjtött mérhetetlen adatmennyiség

Ezeknek a forrásoknak az adataiból készült az első két lista. 1993 júniusa óta a TOP500 lista évente kétszer készül, a telepített installációk és forgalmazók által beküldött adatok alapján.
Megfigyelhető, hogy 1993-tól az első helyezett pozíciója / teljesítményértéke egyenletesen nőtt a Moore-törvénynek megfelelően, tehát körülbelül 14 havonta duplázódott. 2011 novemberében a leggyorsabb rendszer több mint 176 000-szer volt gyorsabb (csúcsteljesítmény, teraFLOPSban értve), mint a leggyorsabb rendszer 1993 júniusában.

## Az első 10 helyezett
| Helyezés | Rmax+Rpeak (petaFLOPS) | Név               | Modell      | Processzor                   | Hálózati kapcsoló | Szállító  | Ország, hely, gyártási év                                      | Operációs rendszer      |
| -------- | ---------------------- | ----------------- | ----------- | ---------------------------- | ----------------- | --------- | -------------------------------------------------------------- | ----------------------- |
| 1        | 93.015 125.436         | Sunway TaihuLight | Sunway MPP  | SW26010                      | Sunway            | NRCPC     | National Supercomputing Center in Wuxi · CHN, 2016             | Linux (Raise)           |
| 2        | 33.863 54.902          | Tianhe-2          | TH-IVB-FEP  | Xeon E5–2692, Xeon Phi 31S1P | TH Express-2      | NUDT      | National Supercomputing Center in Guangzhou · CHN, 2013        | Linux (Kylin)           |
| 3        | 17.590 27.113          | Titan             | Cray XK7    | Opteron 6274, Tesla K20X     | Gemini            | Cray Inc. | Oak Ridge National Laboratory · USA, 2012                      | Linux (CLE, SLES based) |
| 4        | 17.173 20.133          | Sequoia           | Blue Gene/Q | PowerPC A2                   | Custom            | IBM       | Lawrence Livermore National Laboratory · USA, 2013             | Linux (RHEL and CNK)    |
| 5        | 10.510 11.280          | K computer        | K computer  | SPARC64 VIIIfx               | Tofu              | Fujitsu   | RIKEN · JPN, 2011                                              | Linux                   |
| 6        | 8.586 10.066           | Mira              | Blue Gene/Q | PowerPC A2                   | Custom            | IBM       | Argonne National Laboratory · USA, 2013                        | Linux (RHEL and CNK)    |
| 7        | 8.101 11.079           | Trinity           | Cray XC40   | Xeon E5-2698v3               | Aries             | Cray Inc. | DOE/NNSA/LANL/SNL · USA, 2015                                  | Linux (CLE)             |
| 8        | 6.271 7.789            | Piz Daint         | Cray XC30   | Xeon E5–2670, Tesla K20X     | Aries             | Cray Inc. | Swiss National Supercomputing Centre · SUI, 2013               | Linux (CLE)             |
| 9        | 5.640 7.404            | Hazel Hen         | Cray XC40   | Xeon E5-2680v3               | Aries             | Cray Inc. | High Performance Computing Center, Stuttgart · GER, 2015       | Linux (CLE)             |
| 10       | 5.537 7.235            | Shaheen II        | Cray XC40   | Xeon E5–2698v3               | Aries             | Cray Inc. | King Abdullah University of Science and Technology · KSA, 2015 | Linux (CLE)             |

 Magyarázat:
- helyezés – helyezés a TOP500 listán. A listában a gépeket az Rmax értékeik alapján rangsorolják. Egyenlő Rmax teljesítményértékek esetén az Rpeak érték határozza meg a sorrendet. Ha ugyanolyan típusú gépek több helyen szerepelnek, a sorrendet a memóriaméret, végül az ábécésorrend dönti el;
- Rmax – a LINPACK benchmark csomag által mért legnagyobb érték. Elsősorban ez alapján áll fel a sorrend. A megjelenített értékek petaFLOPS-ban (másodpercenként egybilliárd lebegőpontos művelet), azaz 1015 FLOPS-ban vannak kifejezve;
- Rpeak – a rendszer elméleti csúcsteljesítménye, petaFLOPS-ban mérve;
- név – a szuperszámítógép egyedi elnevezése;
- modell – a szuperszámítógép kereskedelmi neve;
- processzor - a használt processzor architektúra;
- hálózati kapcsoló - a processzorok közötti hálózati kapcsoló
- szállító – a platform és a hardver gyártója;
- hely, ország – az intézmény, ahol a szuperszámítógép található;
- év – az installáció vagy az utolsó nagyobb bővítés éve;
- operációs rendszer – a szuperszámítógép által használt operációs rendszer.

## Egyéb listák

### Első helyen szereplő rendszerek 1993 óta
- NRCPC Sunway TaihuLight (National Supercomputing Center in Wuxi  CHN, 2016. június – jelenidő)
- NUDT Tianhe-2A (National Supercomputing Center of Guangzhou  CHN, 2013. június – 2016. június)
- Cray Titan (Oak Ridge National Laboratory  USA, 2012. november – 2013. június)
- IBM Sequoia Blue Gene/Q (Lawrence Livermore National Laboratory  USA, 2012. június – 2012. november)
- IBM Sequoia Blue Gene/Q ( USA, 2012. jún.)
- Fujitsu K computer ( JPN, 2011. jún. – 2012. jún.)
- NUDT Tianhe-1A ( CHN, 2010. nov. – 2011. jún.)
- Cray Jaguar ( USA, 2009. nov. – 2010. nov.)
- IBM Roadrunner ( USA, 2008. jún. – 2009. nov.)
- IBM Blue Gene/L ( USA, 2004. nov. – 2008. jún.)
- NEC Earth Simulator ( JPN, 2002. jún. – 2004. nov.)
- IBM ASCI White ( USA, 2000. nov. – 2002. jún.)
- Intel ASCI Red ( USA, 1997. jún. – 2000. nov.)
- Hitachi CP-PACS ( JPN, 1996. nov. – 1997. jún.)
- Hitachi SR2201 ( JPN, 1996. jún.–nov.)
- Fujitsu Numerical Wind Tunnel ( JPN, 1994. nov. – 1996. jún.)
- Intel Paragon XP/S140 ( USA, 1994. jún.–nov.)
- Fujitsu Numerical Wind Tunnel ( JPN, 1993. nov. – 1994. jún.)
- TMC CM-5 ( USA, 1993. jún.–nov.)

### Rendszerek száma szerint
Rendszerek száma szerinti osztályozás, 2012 június:
 Processzorok száma szerint 
- Intel - 384
- AMD Opteron - 63
- IBM Power - 58

 Gyártók szerint 
- IBM - 213
- HP - 138
- Cray - 27

 Régiók szerint 
- Egyesült Államok - 253
- Ázsia - 121
  -  Kína - 68
  -  Japán - 34
- Európa - 107
  -  Egyesült Királyság - 25
  -  Franciaország - 22
  -  Németország - 20

## Lásd még
- Informatikai portál
- LINPACK benchmark
- Számítástudomány
- Informatika
- HPC Challenge Benchmark
- Performance per watt
- Green500

## Fordítás
- Ez a szócikk részben vagy egészben  a   TOP500 című angol Wikipédia-szócikk ezen változatának fordításán alapul.  Az eredeti cikk szerkesztőit annak laptörténete sorolja fel. Ez a jelzés csupán a megfogalmazás eredetét és a szerzői jogokat jelzi, nem szolgál a cikkben szereplő információk forrásmegjelöléseként.